# Protoclupea
Protoclupea è un genere di pesci ossei estinto, appartenente ai crossognatiformi. Visse nel Giurassico superiore (Oxfordiano, circa 160 milioni di anni fa) e i suoi resti fossili sono stati ritrovati in Cile.

## Descrizione
Questo pesce, vagamente simile a una sardina dalla grossa testa, era lungo circa 10-15 centimetri. Possedeva un corpo slanciato e fusiforme, una pinna dorsale di forma pressoché triangolare allungata posta a circa metà del corpo, e una pinna anale di dimensioni e forma simili a quella dorsale, posta leggermente più arretrata. Rispetto a generi simili come Domeykos, Protoclupea possedeva le ipofisi e le apofisi delle vertebre posteriori più allungate, e in generale la linea del dorso era meno ricurva. Il notevole grado di conservazione dei fossili ha permesso di ricostruire in dettaglio la muscolatura epassiale e ipassiale del corpo, a scapito tuttavia del riconoscimento di altri dettagli anatomici riguardanti la colonna vertebrale e le ossa intermuscolari. 

## Classificazione
Il genere Protoclupea venne istituito nel 1975, sulla base di esemplari ben conservati provenienti da terreni dell'Oxfordiano del Cile settentrionale. Inizialmente considerato un genere appartenente ai clupeomorfi, Protoclupea è stato poi classificato come un rappresentante dei Teleostei di sede incerta, dal momento che un successivo esame dei fossili ha messo in luce l'assenza di scudi ventrali o dorsali (caratteristici invece dei clupeomorfi); ricerche più recenti hanno invece portato alla luce similitudini con i generi Varasichthys e Domeykos, e quindi Protoclupea è stato attribuito ai Varasichthyidae, un gruppo di pesci ossei di dimensioni medio-piccole, tipici del Giurassico superiore cileno e cubano, probabilmente appartenenti ai crossognatiformi. Al genere Protoclupea sono state attribuite due specie: Protoclupea chilensis e P. atacamensis.